# Bonneville (quận)
Quận Bonneville là một quận của Pháp, nằm ở tỉnh Haute-Savoie, ở Rhône-Alpes. Quận này có 10 tổng và 61 xã.

## Các đơn vị hành chính

### Các tổng
Các tổng của quận Bonneville là: 
1. Bonneville
2. Chamonix-Mont-Blanc
3. Cluses
4. La Roche-sur-Foron
5. Saint-Gervais-les-Bains
6. Saint-Jeoire
7. Sallanches
8. Samoëns
9. Scionzier
10. Taninges

### Các xã
Các xã của quận Bonneville, và mã INSEE là: 
| 1. Amancy (74007)              | 2. Arenthon (74018)                 | 3. Arâches-la-Frasse (74014)         | 4. Ayse (74024)                          |
| 5. Bonneville (74042)          | 6. Brizon (74049)                   | 7. Chamonix-Mont-Blanc (74056)       | 8. Châtillon-sur-Cluses (74064)          |
| 9. Cluses (74081)              | 10. Combloux (74083)                | 11. Contamine-sur-Arve (74087)       | 12. Cordon (74089)                       |
| 13. Cornier (74090)            | 14. Demi-Quartier (74099)           | 15. Domancy (74103)                  | 16. Entremont (74110)                    |
| 17. Etaux (74116)              | 18. Faucigny (74122)                | 19. La Chapelle-Rambaud (74059)      | 20. La Côte-d'Arbroz (74091)             |
| 21. La Rivière-Enverse (74223) | 22. La Roche-sur-Foron (74224)      | 23. La Tour (74284)                  | 24. Le Petit-Bornand-les-Glières (74212) |
| 25. Le Reposoir (74221)        | 26. Les Contamines-Montjoie (74085) | 27. Les Gets (74134)                 | 28. Les Houches (74143)                  |
| 29. Magland (74159)            | 30. Marcellaz (74162)               | 31. Marignier (74164)                | 32. Marnaz (74169)                       |
| 33. Megève (74173)             | 34. Mieussy (74183)                 | 35. Mont-Saxonnex (74189)            | 36. Morillon (74190)                     |
| 37. Mégevette (74174)          | 38. Nancy-sur-Cluses (74196)        | 39. Onnion (74205)                   | 40. Passy (74208)                        |
| 41. Peillonnex (74209)         | 42. Praz-sur-Arly (74215)           | 43. Saint-Gervais-les-Bains (74236)  | 44. Saint-Jean-de-Tholome (74240)        |
| 45. Saint-Jeoire (74241)       | 46. Saint-Laurent (74244)           | 47. Saint-Pierre-en-Faucigny (74250) | 48. Saint-Sigismond (74252)              |
| 49. Saint-Sixt (74253)         | 50. Sallanches (74256)              | 51. Samoëns (74258)                  | 52. Scionzier (74264)                    |
| 53. Servoz (74266)             | 54. Sixt-Fer-à-Cheval (74273)       | 55. Taninges (74276)                 | 56. Thyez (74278)                        |
| 57. Vallorcine (74290)         | 58. Verchaix (74294)                | 59. Ville-en-Sallaz (74304)          | 60. Viuz-en-Sallaz (74311)               |
| 61. Vougy (74312)              |                                     |                                      |                                          |